# Wacław Koniuszko
Wacław Józef Koniuszko (ur. 1854 w Krakowie, zm. 24 sierpnia 1900 tamże) – polski malarz.

## Życiorys
Był synem krawca Józefa i Małgorzaty z Migrelskich. W 1866 roku mając dwanaście lat zapisał się do Szkoły Rysunku i Malarstwa w Krakowie, gdzie do 1875 roku studiował pod kierunkiem Feliksa Szynalewskiego, Władysława Łuszczkiewicza i Jana Matejki, a następnie w latach 1882–1885 na Akademii Sztuk Pięknych w Monachium u Alexandra von Wagnera (Technische Malklasse: od 4 II 1882).     
Od 1875 roku uczestniczył w krakowskich wystawach malarstwa. Tematem jego obrazów były głównie sceny rodzajowe z życia rzemieślników, biedoty miejskiej i mieszczan krakowskich, a zwłaszcza Żydów z krakowskiego Kazimierza. W licznych obrazach przedstawiał nocne widoki Krakowa. Swe prace wystawiał także w Warszawie, Poznaniu, Wiedniu i Lwowie.     
W 1885 roku po powrocie do Krakowa zapadł na nieuleczalną chorobę psychiczną oraz częściowy paraliż i wskutek tego niemal całkiem zaprzestał malować. Po 1895 roku ponownie uczył się malarstwa u swego kolegi (wówczas już profesora krakowskiej ASP) Leona Wyczółkowskiego, pozując mu do obrazu Stańczyk, na którym w geście rozpaczy podpiera głowę zasłaniając twarz ręką. Próby malarskie Koniuszki „były wprost dziecięce i zwiastowały nawet postęp”, lecz postępująca choroba nie pozwoliła mu rozwinąć talentu gdyż „przez pół sparaliżowany już tylko rysował obrazy robiąc tło, a przyjaciele je kończyli, robiąc figury ludzkie”.     
Zmarł w nędzy w Domu Ubogich im. Ludwika i Anny Helclów. Pochowany został na cmentarzu Rakowickim w Krakowie.

## Galeria

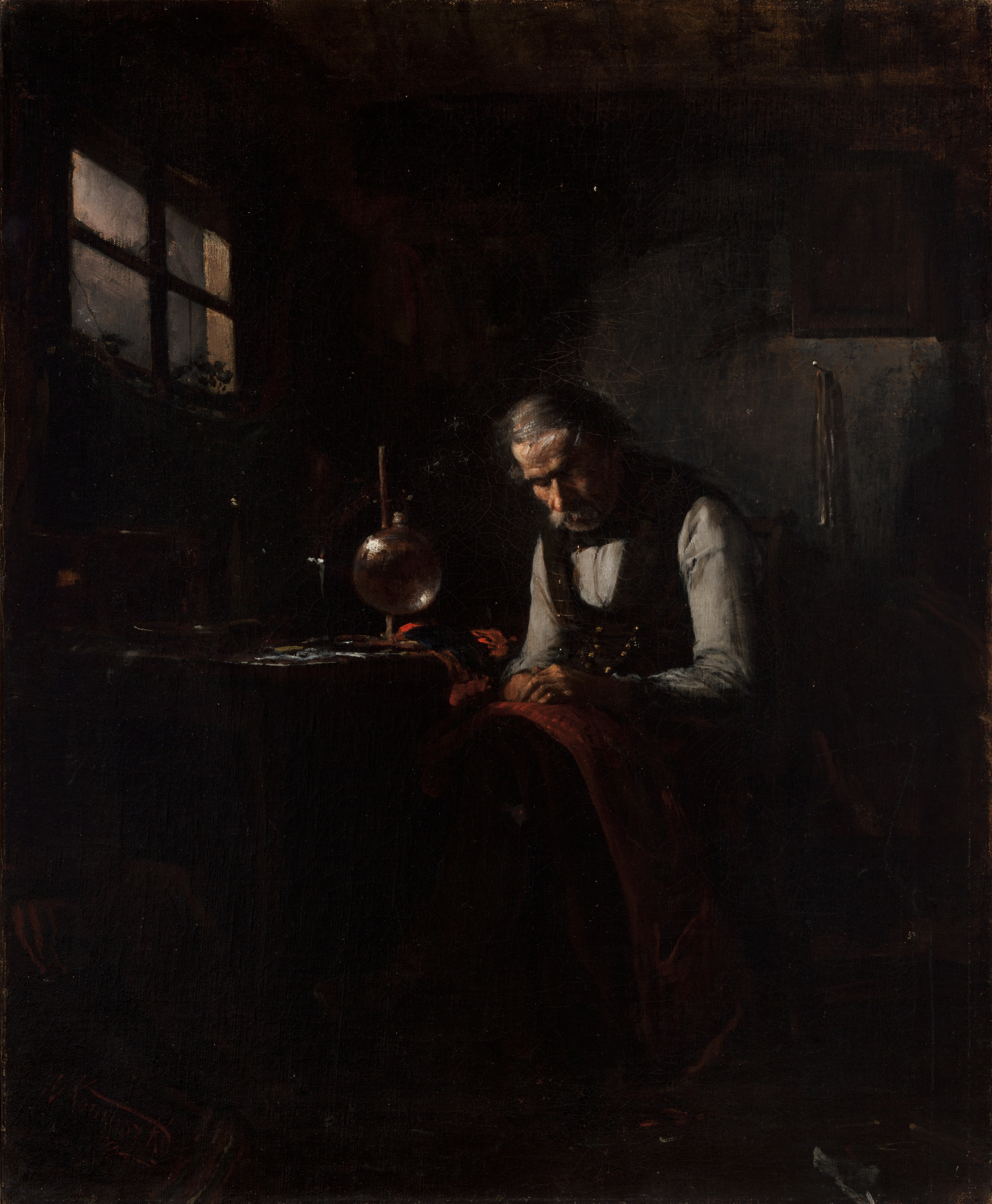
"Krawiec", między 1872-1878 r. Muzeum Narodowe w Krakowie
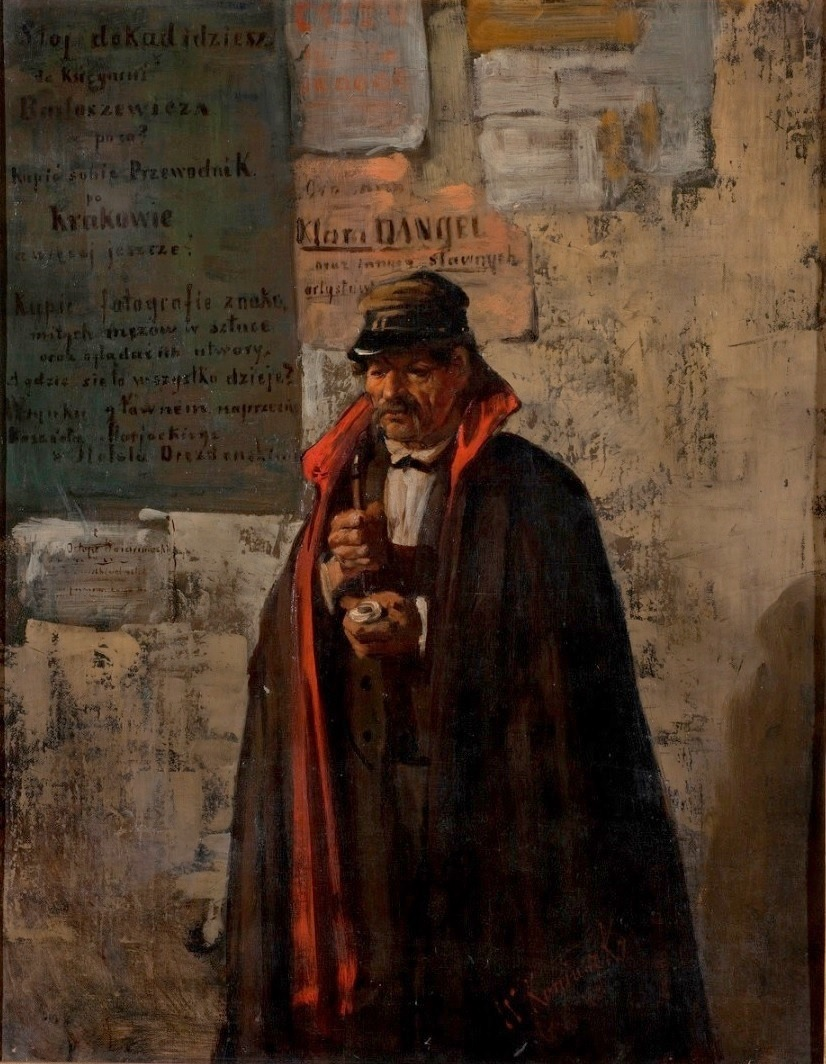
Posłaniec krakowski z 1881 r. Muzeum Sztuki w Łodzi
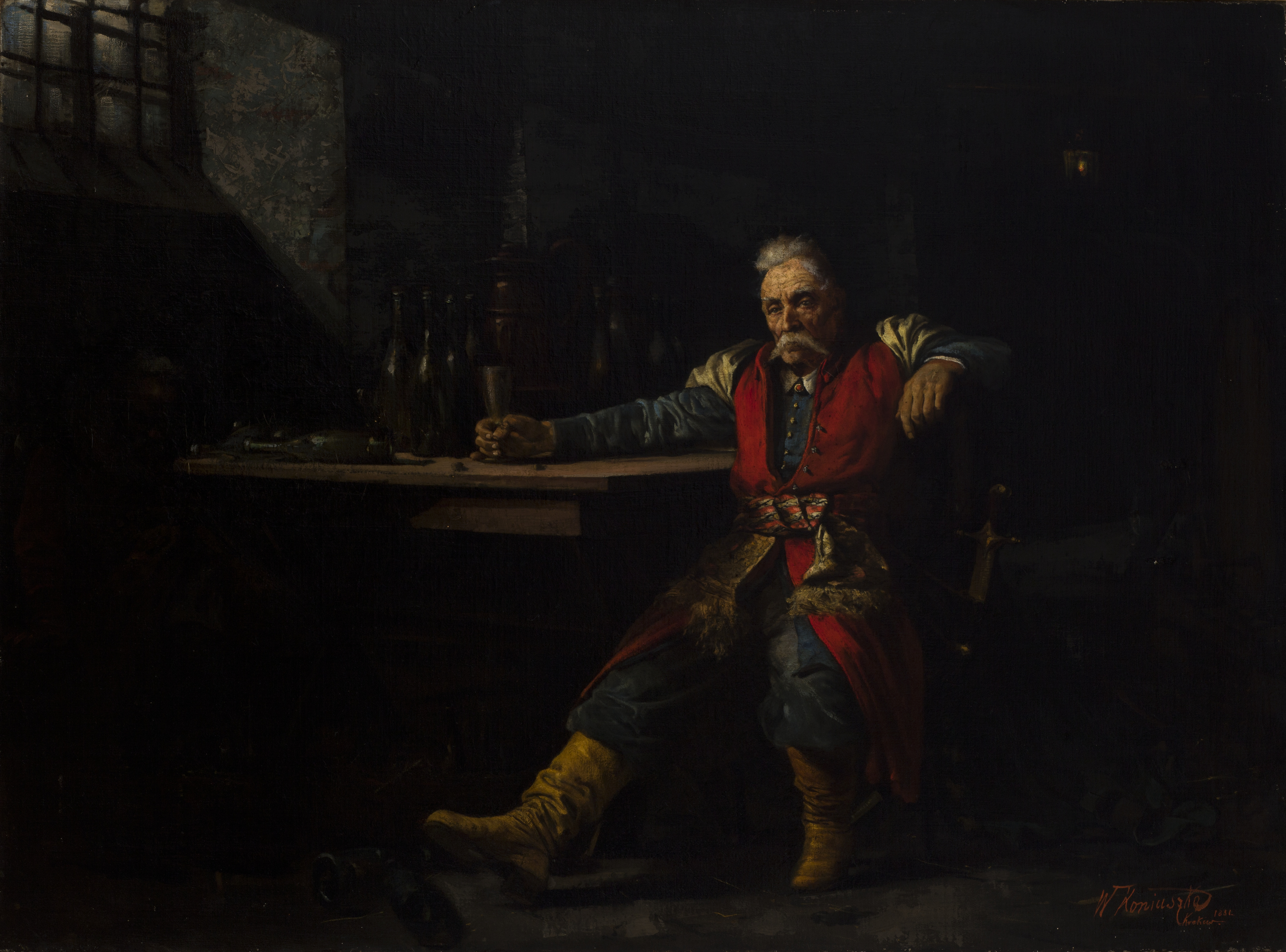
"Szlachcic przy miodzie" z 1881 r. Muzeum Narodowe w Krakowie
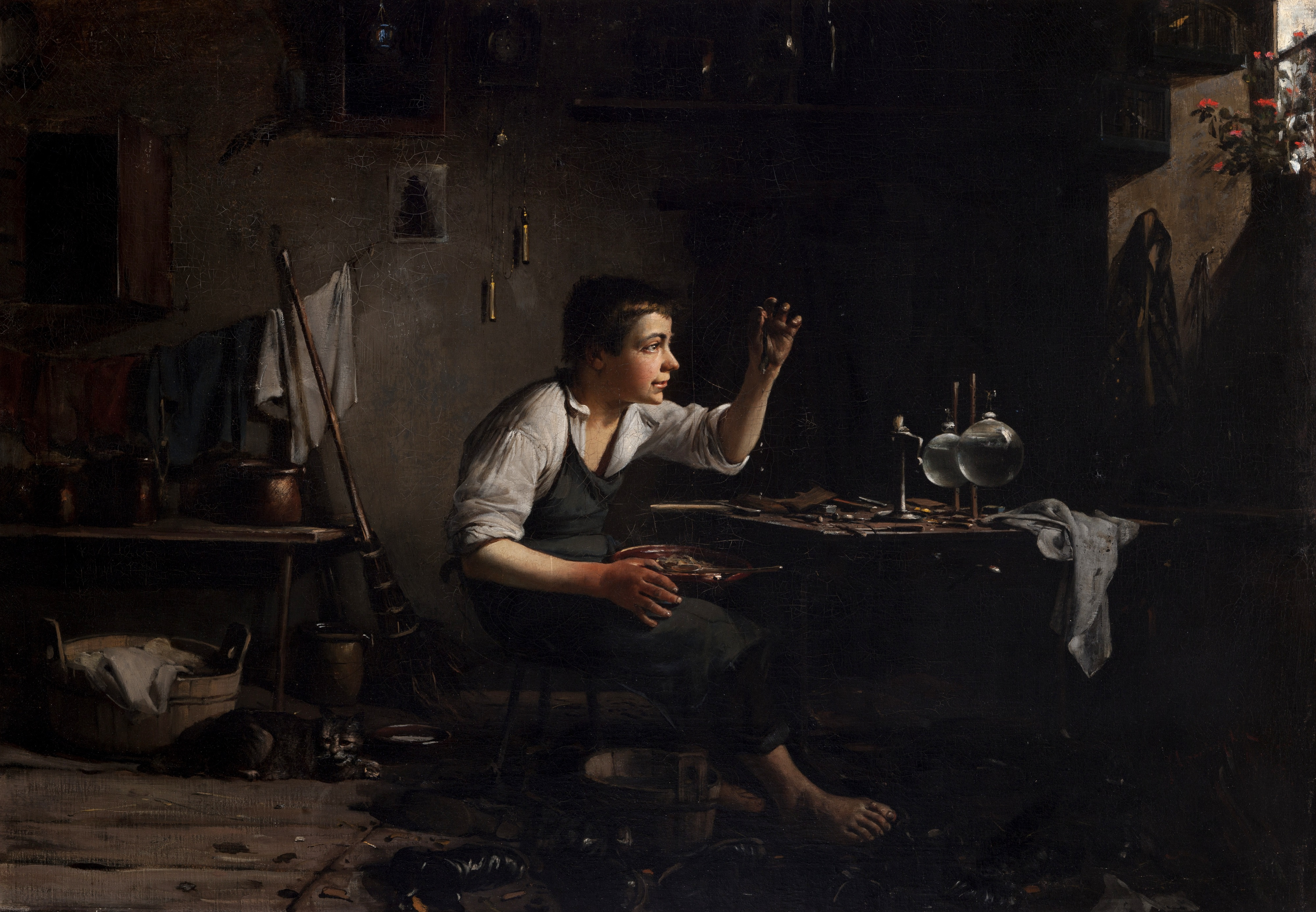
"U szewca" z 1882 r. Muzeum Narodowe w Krakowie
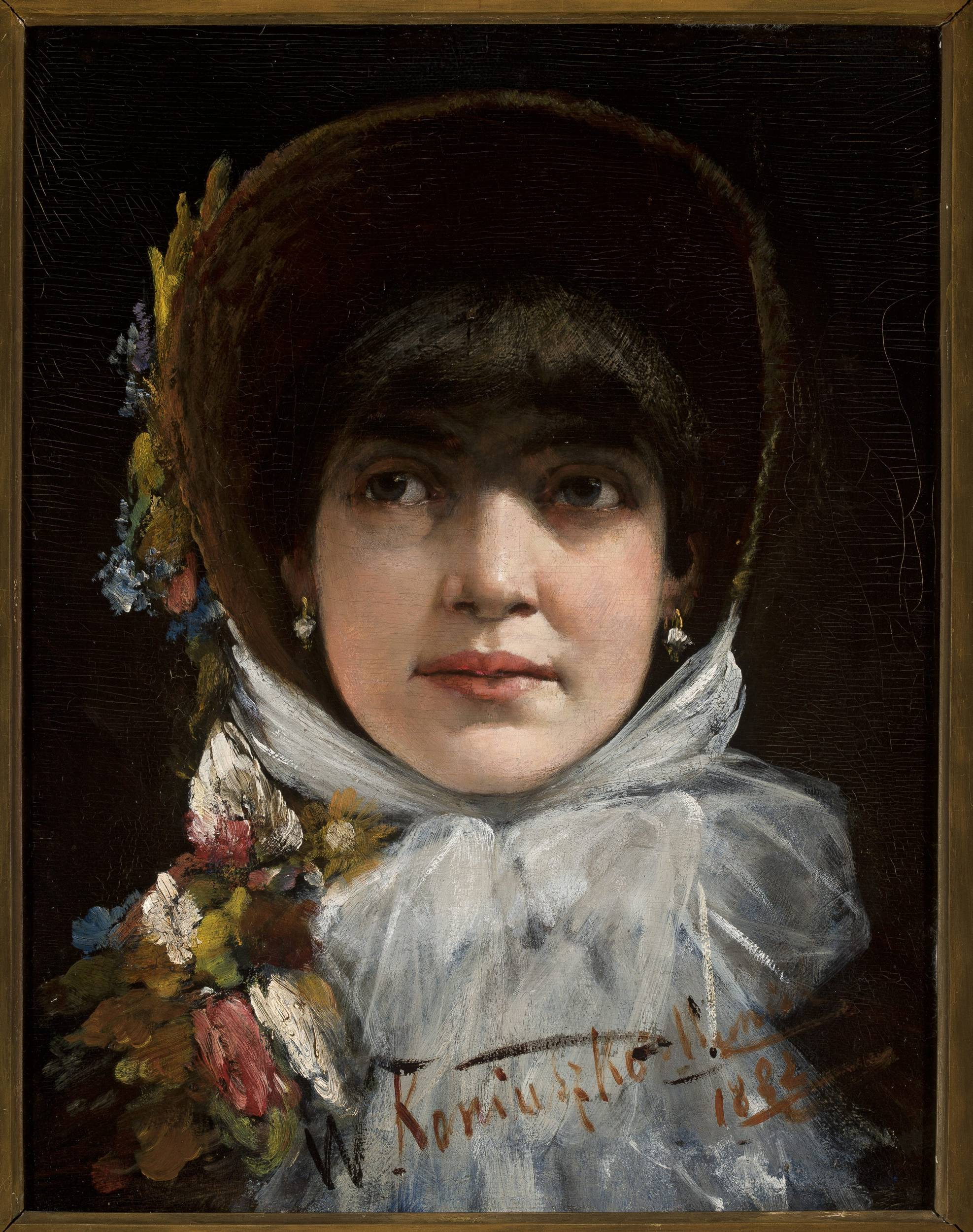
"Portret młodej kobiety z grzywką" z 1882 r. Muzeum Narodowe w Warszawie
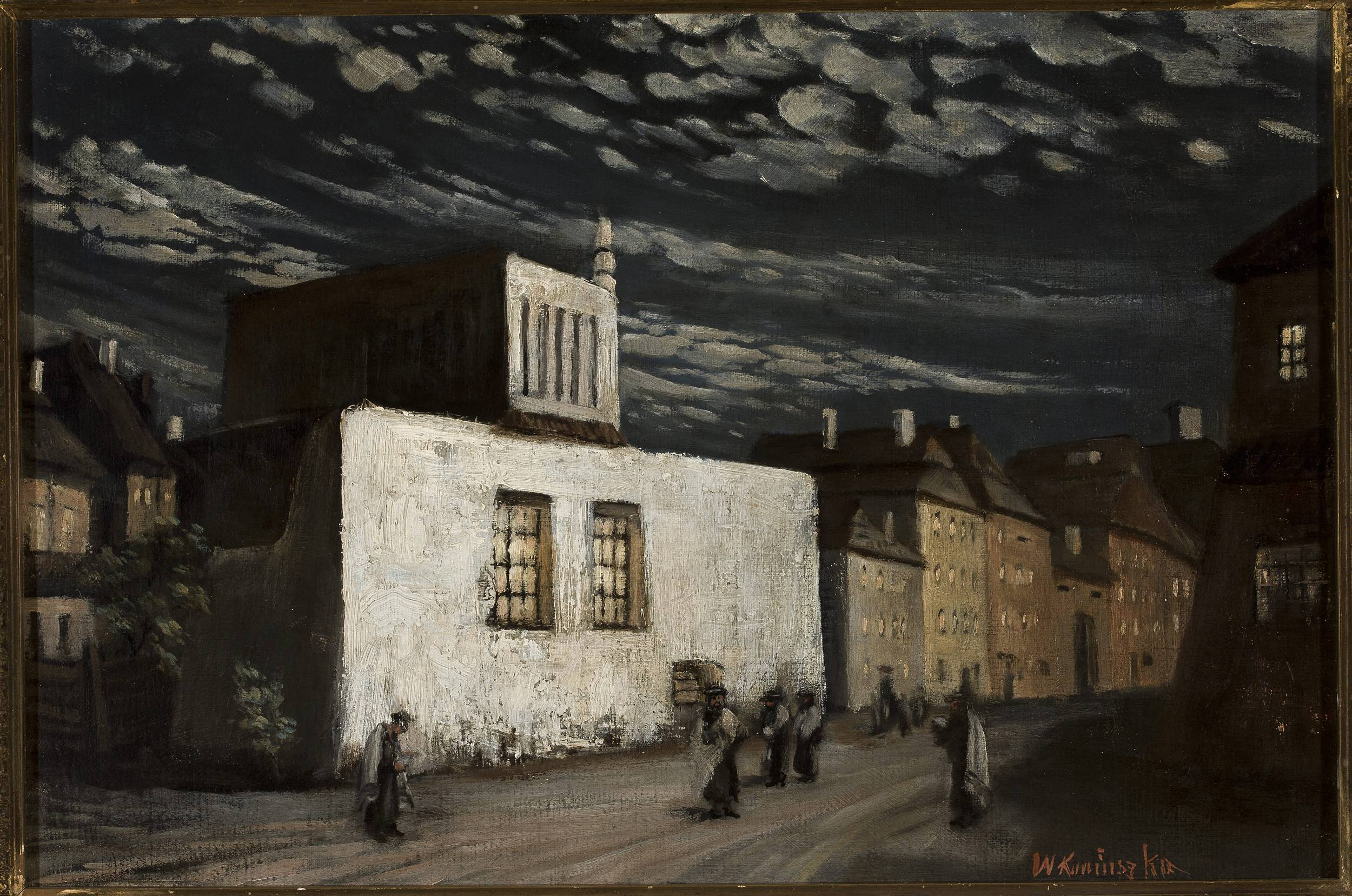
"Synagoga" z 1883 r. Muzeum Narodowe w Warszawie
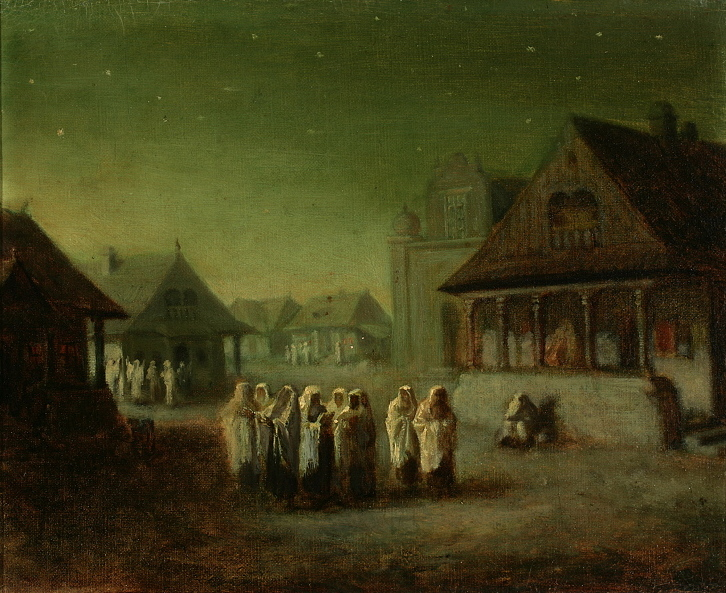
"Powrót z synagogi (Kiddusz Lewana)", po 1885 r. Muzeum Narodowe w Warszawie
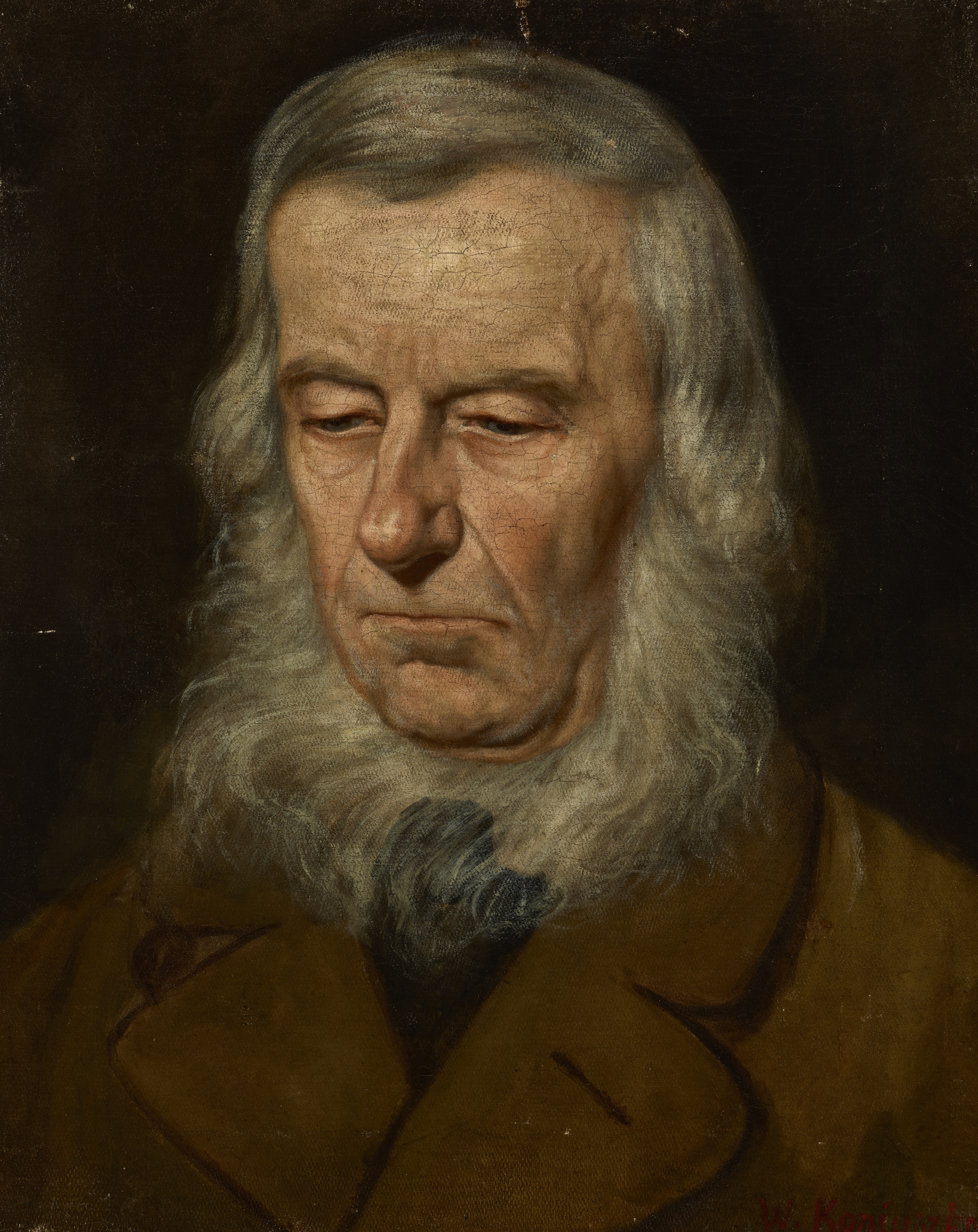
"Studium głowy starca" z ok. 1890 r. Muzeum Narodowe w Krakowie